# Микродозирование психоделиками
Микродози́рование психоде́ликами (также микродо́зинг) — практика употребления подпороговых доз (микродоз) психоделических веществ с целью улучшения когнитивных функций, эмоционального состояния и общего самочувствия без возникновения галлюциногенных эффектов. Эта практика получила широкое распространение в XXI веке, однако научная база для оценки её эффективности остаётся ограниченной. Имеющиеся исследования указывают на возможное сходство результатов с эффектом плацебо.

## Применение и заявляемые эффекты
Сторонники микродозирования сообщают о следующих эффектах:
- улучшение настроения и эмоционального равновесия
- повышение творческих способностей и продуктивности
- усиление концентрации внимания
- снижение тревожности
- облегчение симптомов депрессии[7][8][9][10]

Практика изучается как потенциальный метод терапии различных состояний: депрессии, тревожных расстройств, обсессивно-компульсивного расстройства, посттравматического стрессового расстройства, зависимостей и других психических расстройств — например, шизофрении.

## Научные исследования

### Влияние на сон
Рандомизированное контролируемое исследование 2024 года показало, что приём микродоз ЛСД три раза в неделю увеличивает продолжительность сна в среднем на 24 минуты на следующий день после приёма, включая удлинение фазы быстрого сна.

### Противовоспалительное действие и лечение нейродегенативных заболеваний
Некоторые психоделики (DOI, псилоцибин) в дозах ниже галлюциногенных демонстрируют выраженные противовоспалительные свойства в доклинических исследованиях. Эти свойства изучаются в контексте лечения нейродегенеративных заболеваний, включая болезнь Альцгеймера.

### Роль эффекта плацебо
Существенная часть положительных эффектов может объясняться действием плацебо, усиленного ожиданиями. При клинической депрессии плацебо демонстрирует значительную эффективность, лишь незначительно уступая традиционным антидепрессантам. Некоторые исследователи рассматривают психоделики как потенциально мощное плацебо благодаря их культурному контексту и выраженным субъективным эффектам.

### Развитие толерантности
К эффектам серотонинергических психоделиков быстро развивается привыкание, связанное со снижением чувствительности рецепторов 5-HT2A. Этот феномен может ограничивать длительное применение микродоз..

## Дозировки и вещества
Микродоза составляет примерно 1/20–1/10 от рекреационной дозы. Распространённая схема приёма: один день приёма, два дня перерыва. Для точного дозирования некоторых веществ (таких как ЛСД) применяется объёмный метод с использованием раствора.

### Основные вещества
- ЛСД: 5–20 мкг (порог ощутимых эффектов: 10–20 мкг)
- Псилоцибин: 1–5 мг (порог: 3–5 мг)
- Псилоцибиновые грибы: 0,1–0,5 г (порог: 0,5 г)
- Мескалин: менее 75 мг (порог: 100 мг)[34][35][36][13][17]

### Другие используемые вещества
1P-LSD, вещества из мухомора красного, металлиллескалин, 4-AcO-DMT, метоцин, мипроцин, ДОБ, 2C-B, 2C-D, 2C-E, эргин.

## Побочные эффекты и риски

### Краткосрочные эффекты
Возможны повышение артериального давления, тревожность, когнитивные нарушения, физический дискомфорт. Эти явления обычно слабо выражены, зависят от дозы и быстро проходят.

### Потенциальная долгосрочная токсичность
Многие психоделики активируют не только рецепторы 5-HT2A (отвечающие за психоделические эффекты), но и 5-HT2B. Длительная активация последних другими веществами ассоциирована с поражением сердечных клапанов и лёгочной гипертензией.
Для большинства психоделиков (кроме MDMA) этот риск остаётся теоретическим и требует дальнейшего изучения. Разрабатываются селективные агонисты 5-HT2A, лишённые активности к 5-HT2B-рецепторам.

## Распространённость и демография
На распространённость микродозирования влияют пол и уровень образования. В онлайн-опросе 2437 человек, употребляющих психоделики, 13% ранее практиковали микродозирование, а 4% продолжают это делать. Женщины сообщали о микродозировании примерно вдвое реже мужчин. Средний возраст практикующих (обоих полов) составил 33,26 года.
Выявлена сильная корреляция между опытом микродозирования и уровнем образования и дохода. Среди практикующих чаще встречались люди с более низким уровнем дохода (менее 50 000 долларов США в год) и образования. Связи с конкретным родом занятий обнаружено не было.
В другом анонимном онлайн-опросе излучалась аудитория практикующих микродозирование на Reddit. Исследование было направлено на изучение демографических характеристик, особенностей практики и сопутствующих проблем психического здоровья среди нынешних и бывших пользователей. По возрасту, сексуальной ориентации, социальному классу и уровню образования статистически значимых различий между микродозерами и контрольной группой не выявлено.
Значимые различия обнаружены по полу и религиозности: среди микродозеров больше мужчин и меньше религиозных людей. Большинство практикующих предпочитали ЛСД или псилоцибин и придерживались схемы «один день приёма — два дня перерыва». Хотя существенных различий в психиатрическом анамнезе не обнаружено, микродозеры реже сообщали о тревожных расстройствах или расстройствах, связанных с употреблением психоактивных веществ. Статистический анализ показал, что практикующие микродозирование примерно в пять раз чаще сообщали о недавнем употреблении психоактивных веществ (за исключением кофеина, алкоголя и рецептурных препаратов).

## Мотивация
Исследования мотивов практикующих основаны на анализе личных историй и данных опросов. Причины микродозирования носят как физический, так и психологический характер. В одном исследовании изучались мотивы 1116 пользователей с помощью онлайн-анкетирования. Среди основных причин — стремление повысить продуктивность, улучшить настроение, облегчить симптомы заболеваний, а также любопытство. Почти половина респондентов принимали микродозы перед работой.
Другое исследование основывалось интервью с 30 людьми, имевшими опыт микродозирования. Респонденты стремились подчеркнуть отличие своей практики от традиционного употребления наркотиков. Их мотивы были схожи с выявленными в предыдущем исследовании: улучшение настроения, повышение продуктивности и коммуникабельности. Несмотря на малую репрезентативность выборки, результаты дают представление о мотивации к микродозированию.

## История
Исследования малых доз психоделиков начались в 1955 году. Первым задокументированным примером практического применения считается использование участниками рок-группы Grateful Dead микродоз DOM как стимулятора в конце 1960-х.
Альберт Хофман описал потенциальные терапевтические эффекты микродоз в 1976 году и, по сообщениям, практиковал микродозирование в поздние годы жизни..
Современную популярность практика приобрела после выхода книг Джеймса Фейдимана «The Psychedelic Explorer's Guide» (2011) и Эйлет Уолдман «A Really Good Day: How Microdosing Made a Mega Difference in My Mood, My Marriage, and My Life» (2017). С 2018 года наблюдается значительный рост научного интереса к теме.
Несмотря на растущую популярность, микродозирование психоделиков остаётся малоизученной практикой. Имеющиеся данные не позволяют однозначно подтвердить заявляемые эффекты и отделить их от действия плацебо. Необходимы качественные клинические исследования для оценки эффективности и безопасности длительного применения микродоз.